# ФК Беласица (Струмица)
Вижте пояснителната страница за други значения на Беласица.
ФК „Беласица“ е футболен клуб от град Струмица, Северна Македония, основан през 1922 година. Играе мачовете си на стадион „Благой Истатов“, който има 6500 седящи места.

## Трофеи
- Македония Първа Лига
  - Шампион:
  - Вицешампион (2): 2001/2002, 2002/2003
  - Трето място:
- Македония Втора Лига
  - Шампион (1): 1999/2000